# Spilosoma rhea
Spilosoma rhea là một loài bướm đêm thuộc phân họ Arctiinae, họ Erebidae.